# William Poole
William Poole, também conhecido como Bill the Butcher (Condado de Sussex, 24 de julho de 1821 – Nova Iorque, 8 de março de 1855) foi membro de uma gangue de Nova York, os Bowery Boys, boxeador e líder do movimento político Know Nothing.

## Início da vida
Poole nasceu no Condado de Sussex (Nova Jérsei) de pais descendentes de ingleses. Em 1832, sua família mudou-se para a cidade de Nova York para abrir um açougue em Washington Market, Manhattan. William Poole aprendeu a ser açougueiro com o comércio da família e o assumiu mais tarde. Nos anos 1840, trabalhou no corpo de bombeiros Howard (Red Rover) Volunteer Fire Engine Company #34 na rua Hudson com a Christopher, e começou a Washington Street Gang.
Sepultado no Green-Wood Cemetery.

## Na ficção
Inspirou a criação do personagem William "Bill the Butcher" Cutting, no filme Gangs of New York, realizado em 2002 por Martin Scorsese. O personagem foi interpretado por Daniel Day-Lewis.